# Cassa Darghiè
Il ras Cassa Darghiè (Selale, 8 luglio 1881 – Addis Abeba, 16 novembre 1956) è stato un militare etiope, capo dello Scioa Occidentale e del Lasta.

## Biografia
Cassa Darghiè era figlio di Hailé Wolde Kiros del Lasta e di Tisseme Darghiè, nonché cugino di secondo grado del negus neghestì Hailé Selassié. Suo nonno era infatti Darghiè Sala-Selassié, fratello del padre di Menelik II. 
Benché fosse più uomo di chiesa che uomo di guerra, durante la guerra italo-etiope comandò il fronte dell'estremo nord assieme al ras Sejum e il ras Immirù. Riportò alcune piccole vittorie nel territorio del Tembien. 
Nei pressi di Addi-Abbi, nel Tembien, l'armata del ras Cassa sconfisse gli italiani, impossessandosi di mitragliatrici ed altro materiale bellico. Si accampò con la sua armata nella zona di Macallè. Fu sconfitto da Badoglio durante la seconda battaglia del Tembien a causa della superiorità in armamenti e l'impiego massiccio di gas mortali, iprite in particolare, da parte degli italiani. 
Nel 1955 fu tra coloro che stesero la costituzione dell'Etiopia. Successivamente seguì il Negus in Europa nel ruolo di consigliere personale di Sua Maestà.

## Discendenza
Cassa Darghiè ebbe quattro figli maschi di cui tre morirono durante gli scontri in Etiopia contro l'esercito italiano:
- Aberrà Cassa, morto nel 1936 durante la guerra d'Etiopia
- Asfauossen Cassa, morto nel 1936 durante la guerra d'Etiopia
- Aserate Cassa
- Uonduossen Cassa, morto nel 1936 durante la guerra d'Etiopia